# 阿努普斯哈赫尔
阿努普斯哈赫尔（Anupshahr），是印度北方邦Bulandshahr县的一个城镇。总人口23676（2001年）。

## 人口
该地2001年总人口23676人，其中男性12521人，女性11155人；0—6岁人口3575人，其中男1890人，女1685人；识字率56.80%，其中男性为63.68%，女性为49.09%。